# Kućni ljubimac
Kućni ljubimac je pripitomljena životinja koja živi s ljudima, ali ne služi za rad.
U Sjevernoj Americi najčešći kućni ljubimci su psi, mačke, ribe, glodavci, kunići i ptice. Oko 63 % Amerikanaca su vlasnici kućnih ljubimaca (71,7 milijuna), uglavnom pse i mačke. Konji, slonovi i magarci često služe za rad, ali se ne nazivaju ljubimcima. Neki psi i vrste ptica (primjerice sokol) također rade za ljude.
Postoje zdravstveni problemi vezani za ljubimce, npr. astmu i alergije mogu uzrokovati krzno ili perje ljubimaca, ali i neke prednosti. Naime, u jednom su istraživanju uključena 53 vlasnika kućnih ljubimaca i 39 ljudi bez ljubimaca. Osobe su doživjele srčani udar, i gotovo svi vlasnici kućnih ljubimaca (50) 1 godinu nakon srčanog udara bili su živi, a samo je 17 ljudi bez kućnih ljubimaca živjelo 1 godinu nakon njega.